# Spit It Out
Spit it Out er den første single af det amerikanske heavy metal band Slipknot fra deres officielle debutalbum Slipknot. Sangen dukkede første gang op på deres deres Roadrunner Records Demo fra 1998.

## Musikvideoen
Musikvideoen er delt op i to optagelser: Den ene hvor man ser bandet optræde live og den anden hvor de spiller rollerne i gyserfilmen Ondskabens hotel. Optagelserne er blandet sammen så man overvære skiftevis liveoptrædenden og filmen. 

## Spor
1. "Spit It Out"
2. "Surfacing" (Live)
3. "Wait and Bleed" (Live)
4. "Push" (live)